# Gagliano Castelferrato
Gagliano Castelferrato is een gemeente in de Italiaanse provincie Enna (regio Sicilië) en telt 3789 inwoners (31-12-2004). De oppervlakte bedraagt 56,0 km², de bevolkingsdichtheid is 68 inwoners per km².

## Demografie
Gagliano Castelferrato telt ongeveer 1468 huishoudens. Het aantal inwoners daalde in de periode 1991-2001 met 9,6% volgens cijfers uit de tienjaarlijkse volkstellingen van ISTAT.
| Jaar | Inwoneraantal |
| ---- | ------------- |
| 1991 | 4173          |
| 2001 | 3772          |

## Geografie
De gemeente ligt op ongeveer 651 m boven zeeniveau.
Gagliano Castelferrato grenst aan de volgende gemeenten: Agira, Cerami, Nicosia, Nissoria, Regalbuto, Troina.